# Guartelá Canyon

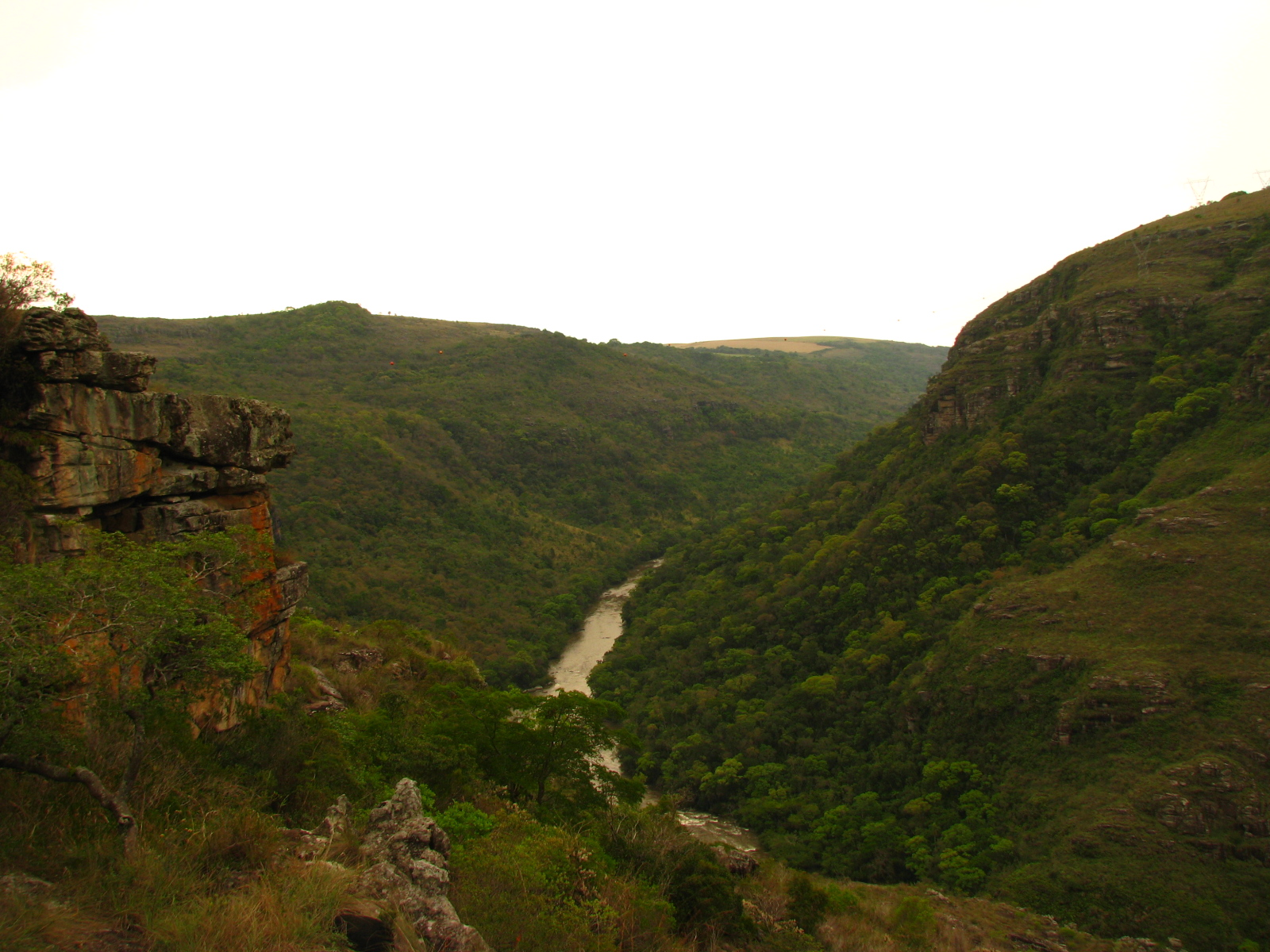
Guartelá Canyon in Tibagi.

De Guartelá Canyon is een zeer brede kloof in Tibagi, in de Braziliaanse deelstaat Paraná. De kloof van de Iapó-rivier wordt beschermd door het 799 hectare grote Guartelá State Park, opgericht in 1992. De canyon werd geclassificeerd als een Braziliaanse geologische vindplaats.